# Banteng salvatge
El banteng salvatge (Bos javanicus) és una espècie de boví silvestre que es troba al sud-est d'Àsia.
El banteng salvatge ha estat domesticat en diversos llocs del sud-est asiàtic i n'hi ha un milió i mig d'animals domesticats. Es fan servir com animals de treball i per la seva carn. Aquest boví també ha estat introduï al Territori del Nord d'Austràlia, on alguns han passat a l'estat feral.

## Distribució i subespècies
- Banteng de Java (B. j. javanicus): Java; Els mascles són negres i les femelles beix.
- Banteng de Borneo (B. j. lowi): Borneo; Més petit que el de Java i les banyes més grans, els mascles són de color marró xocolata.
- Banteng de Birmània (B. j. birmanicus): Myanmar, Tailàndia, Cambodja, Laos, Vietnam; Mascles i femelles normalment de color beix aquesta subespècie està classificada com en perill greu per la Unió Internacional per a la Conservació de la Natura (UICN).

## Característiques
La mida del banteng salvatge és similar a la del toro domèstic: D'1,55 a 1,65 m d'alt a les espatlles i pesa de 600 a 800 kg. Té gran dimorfisme sexual i es pot distingir mascles i femelles per la mida i el color del pèl.

## Comportament

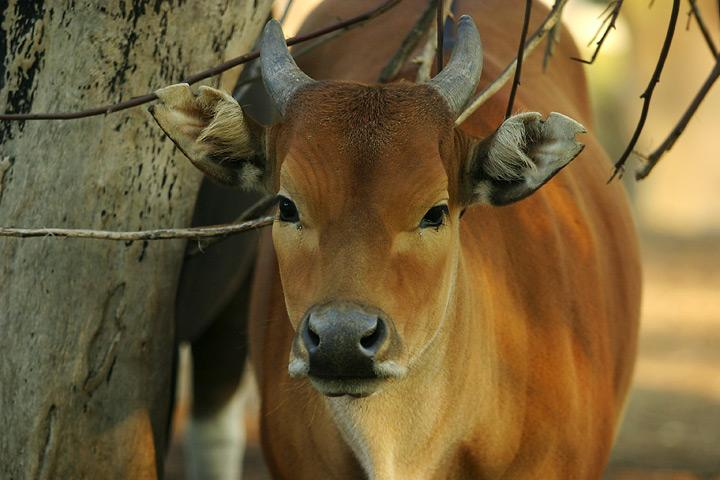
Femella

Els bantengs salvatges viuen en boscos clars on s'limenten d'herba, bambú, fruits, fulles i branques joves. Són actius de dia i de nit però allà on hi ha humans a prop esdevé nocturn. Viuen en ramats de dos a trenta membres.

## Clonatge
El banteng salvatge fou la segona espècie en perill que fou clonada amb èxit i la primera a sobreviure durant més d'una setmana, la primera fou un gaur que morí dos dies després de néixer.